# Bagrat Genrikowitsch Burnasjan
Bagrat Genrikowitsch Burnasjan (russisch Баграт Генрикович Бурназян; * 17. Juli 1957 in Jerewan) ist ein ehemaliger russischer Tischtennisspieler mit armenischer Herkunft. Seine beste Zeit hatte er in den 1970er Jahren, als er im Doppel bei einer Europameisterschaft das Viertelfinale erreichte und mit der Mannschaft Bronze holte.

## Werdegang
Mehrere internationale Erfolge erzielte Bagrat Burnasjan bereits in seiner Jugendzeit, achtmal wurde er Jugend-Europameister. 1971, 1972, 1974 und 1975 wurde er Europameister im Einzel. 1974 gewann er zudem den Titel im Mixed mit Elmira Antonyan, 1971, 1972 und 1975 war er an der Goldmedaille im Mannschaftswettbewerb beteiligt.
Von 1973 bis 1981 nahm er an allen fünf Weltmeisterschaften teil. Mit dem russischen Team wurde er dabei 1973 Vierter. Bei der Europameisterschaft 1976 gewann er im Mannschaftswettbewerb Bronze, im Doppel erreichte er das Viertelfinale.
1997 wurde er in der nationalen russischen Rangliste auf Platz eins geführt.

## Turnierergebnisse
| Verband | Veranstaltung                         | Jahr | Ort        | Land | Einzel     | Doppel        | Mixed     | Team |
| ------- | ------------------------------------- | ---- | ---------- | ---- | ---------- | ------------- | --------- | ---- |
| URS     | Europameisterschaft                   | 1976 | Prag       | TCH  |            | Viertelfinale |           |      |
| URS     | Europameisterschaft                   | 1974 | Novi Sad   | YUG  | letzte 16  |               |           |      |
| URS     | Jugend-Europameisterschaft (Kadetten) | 1972 | Vejle      | DEN  | Gold       |               |           | 1    |
| URS     | Jugend-Europameisterschaft (Kadetten) | 1971 | Ostende    | BEL  | Gold       |               |           | 1    |
| URS     | Jugend-Europameisterschaft (Junioren) | 1975 | Zagreb     | YUG  | Gold       |               |           | 1    |
| URS     | Jugend-Europameisterschaft (Junioren) | 1974 | Goppingen  | FRG  | Gold       |               | Gold      |      |
| URS     | Jugend-Europameisterschaft (Junioren) | 1973 | Piraeus    | GRE  | Halbfinale | Silber        |           |      |
| URS     | Jugend-Europameisterschaft (Junioren) | 1972 | Vejle      | DEN  |            | Silber        |           |      |
| URS     | Weltmeisterschaft                     | 1981 | Novi Sad   | YUG  | letzte 128 | letzte 64     | Qual      | 14   |
| URS     | Weltmeisterschaft                     | 1979 | Pyongyang  | PRK  | letzte 64  | Qual          | Qual      | 7    |
| URS     | Weltmeisterschaft                     | 1977 | Birmingham | ENG  | letzte 128 | letzte 64     | letzte 32 | 7    |
| URS     | Weltmeisterschaft                     | 1975 | Calcutta   | IND  | letzte 64  | letzte 32     | letzte 64 | 7    |
| URS     | Weltmeisterschaft                     | 1973 | Sarajevo   | YUG  | letzte 32  | letzte 16     | letzte 64 | 4    |